# DosBox
O DOSBox é um emulador que emula (vagamente "simula") um computador IBM PC compatível rodando em cima deste um antigo sistema operacional, o MS-DOS. Muitas placas de vídeo e placas de som originarias do IBM PC também
são emuladas. Isso significa que programas feitos originalmente para o MS-DOS podem rodar em
computadores modernos por via do software. O DOSBox foi projetado especialmente para executar jogos antigos. O DOSBox é um software livre escrito principalmente em C++ e distribuído sob a GNU General Public License.
O DOSBox pode rodar os softwares de MS-DOS em um computador moderno que não possui tal suporte, devido a incompatibilidade entre o software antigo com os novos hardwares e sistemas operacionais.
Uma certa quantidade de melhoramentos foram adicionados ao DOSBox além de emular o MS-DOS. Os aspectos adicionados incluem HDs virtuais, rede peer-to-peer, e captura de imagem ou vídeo da tela emulada.
Algumas versões não oficiais do DOSBox como a SVN Daum e DOSBox X adicionaram aspectos adicionais. Uma certa quantia de jogos antigos feitos para DOS foram relançados pelas companhias de desenvolvimento de jogos para rodar em computadores modernos em cima do DOSBox em seus relançamentos.

## Funcionalidades
Adicionalmente o DOSBox existe para vários sistemas operativos.
Pode ser usado no MS-Windows, Linux, FreeBSD e Mac OS.
O DOSBox emula o PC com placa de som e apresenta um pequeno simulacro de DOS, o básico necessário para poder ser utilizado.

## Vantagens
- DOSBox tem um emulador de Processador x86 em vez de uma interface de compatibilidade como o Dosemu ou os VDMs para windows ou OS/2 que dependem, estes últimos, da capacidade de virtualização de um processador da família 386 da Intel. Assim o DOSBox não necessita nem de um CPU x86 nem de uma cópia do MS-DOS ou outro DOS para funcionar. Pode por isso ser usado em outros Processadores CPUs. Programas/Jogos que requerem que o CPU esteja no modo 'real' ou no modo 'protegido' também não são problema.
- Dynamic CPU core: Em sistemas que executem instruções específicas do i386, a tradução de instruções dinâmicas é utilizada para melhor performance. Para comparação: em sistemas que não são compatíveis com x86 é feitas uma emulação total... que exige maior trabalho e uma queda significativa na performance. Por exemplo: Um PowerPC G4 1.6GHz consegue emular apenas um sistema próximo de um 486 de 50MHz com as configurações padrão; mas num Pentium II poderia emular um sistema bastante superior ao 486/50MHz referido.
- Emulação Gráfica: Modo texto, Hercules, CGA, EGA, VGA (incluindo o Modo X e outros modos), VESA e emulação total de placas S3 Trio 64.
- Emulação sonora: De placas Adlib, PC speaker, Tandy, Sound Blaster, Creative CMS/GameBlaster, Disney Soundsource, Gravis Ultrasound, and MPU-401.
- Emulação de Network : Simulação de Modem através do protocolo  TCP/IP, possibilitando os jogos antigos de DOS com suporte a multiplayer serem jogados na internet.  Oferece suporte também a IPX, o que permite a jogos antigos, que tenham suporte 'multiplayer' via IPX, serem jogados na internet.
- Interface: Ele contém uma interface própria baseada em DOS, em vez de ser apenas um emulador de máquina virtual como o Bochs.
- Suporte a imagens iniciáveis : Além do núcleo integrado, o DOSBox também roda imagens de jogos antigos feitos para funcionar sem nenhum sistema operacional específico.

## Problemas
Como quase todos os programas que emulam sistemas, o DOSBox precisa de uma capacidade de computação muito maior que a do sistema emulado (velocidade do processador) para emular na velocidade adequada o programa que estamos a utilizar. Ou seja: o resultado final depende do software que está sendo emulado (as suas exigências) e em que plataforma (a velocidade que temos disponível) onde o emulador está sendo executado. Além disso, alguns programas de DOS que funcionam em modo protegido, o que inclui a maior parte dos jogos 3D lançados após 1993, podem ficar mais lentos, já que em modo protegido a emulação é um pouco mais exigente. Adaptar o nº de ciclos resolve isso

## Uso comercial
A Id Software usou o DOSbox para relançar jogos antigos como Wolfenstein 3D e Commander Keen através do serviço/programa Steam da Valve. Durante o processo, foi informado que eles violaram as licenças do programa, a GNU GPL; a questão, que foi tida como descuido, foi imediatamente resolvida. A Activision Blizzard também fez o uso do software para relançar os jogos da Sierra Entertainment que haviam sido lançado para DOS. A estadunidense LucasArts usou este para relançar o aclamado Star Wars: Dark Forces para computadores modernos com o Steam. Jason Bergman, produtor da 2K Games, disse que a companhia fez o uso do DOSBox no Steam para relançar certas partes da franquia X-Com. A GOG.com usa o DOSBox para alguns de seus lançamentos de DOS. A Bethesda Softworks recomenda o uso do DOSBox e oferece o link do DOSBox na página de downloads do The Elder Scrolls: Arena e The Elder Scrolls II: Daggerfall. A 3D Realms também recomenda o DOSBox, e assim como a Bethesda Softworks, fornece um link para o DOSBox na sua página de downloads.